# Patrick Herrmann
Patrick Herrmann (sinh 12 -1- 1991) là tiền vệ đa năng người Đức đang chơi cho câu lạc bộ Borussia Mönchengladbach.

## Sự nghiệp
Sinh tại Saarbrücken, Herrmann chơi cho đội trẻ của FC Uchtelfangen, một đội bóng địa phương. Sau đó anh chuyển tới Borussia Mönchengladbach vào hè 2008.
Ngày 16 -1- 2010, Herrmann bắt đầu sự nghiệp thi đấu chuyên nghiệp khi còn rất trẻ khi gặp VfL Bochum.Năm 2011 Herrmann thi đấu ngày càng tiến bộ và trở thành trụ cột của đội bóng khi vẫn còn rất trẻ.Vị trí sở trường là tiền vệ cánh,ngoài ra Herrmann có thể chơi ở trung tâm,tiền đạo cánh.Herrmann là cầu thủ rất khỏe,có tốc độ,kĩ thuật cùng khả năng sút xa rất dị thường giống với Toni Kroos.Anh cùng với đồng đội Marco Reus(đã chuyển sang Borussia Dortmund) là 2 tiền vệ rất có triển vọng của bóng đá Đức.

## Thống kê sự nghiệp câu lạc bộ
Tính đến 3 tháng 4 năm 2016
| Câu lạc bộ                            | Câu lạc bộ                            | Câu lạc bộ                            | Giải đấu | Giải đấu | Cúp quốc gia | Cúp quốc gia | Châu lục | Châu lục | Tổng cộng | Tổng cộng |
| Câu lạc bộ                            | Giải đấu                              | Mùa giải                              | Trận     | Bàn      | Trận         | Bàn          | Trận     | Bàn      | Trận      | Bàn       |
| Đức                                   | Đức                                   | Đức                                   | League   | League   | DFB-Pokal    | DFB-Pokal    | Châu Âu  | Châu Âu  | Tổng cộng | Tổng cộng |
| ------------------------------------- | ------------------------------------- | ------------------------------------- | -------- | -------- | ------------ | ------------ | -------- | -------- | --------- | --------- |
| Borussia Mönchengladbach              | Bundesliga                            | 2009–10                               | 13       | 1        | 0            | 0            | —        | —        | 13        | 1         |
| Borussia Mönchengladbach II           | Regionalliga West                     | 2009–10                               | 11       | 0        | —            | —            | —        | —        | 11        | 0         |
| Borussia Mönchengladbach II           | Regionalliga West                     | 2010–11                               | 2        | 0        | —            | —            | —        | —        | 2         | 0         |
| Borussia Mönchengladbach              | Bundesliga                            | 2010–11                               | 24       | 3        | 2            | 0            | —        | —        | 26        | 3         |
| Borussia Mönchengladbach              | Bundesliga                            | 2011–12                               | 27       | 6        | 5            | 0            | —        | —        | 32        | 6         |
| Borussia Mönchengladbach II           | Regionalliga West                     | 2011–12                               | 1        | 1        | —            | —            | —        | —        | 1         | 1         |
| Borussia Mönchengladbach              | Bundesliga                            | 2012–13                               | 32       | 6        | 2            | 0            | 8        | 0        | 42        | 6         |
| Borussia Mönchengladbach              | Bundesliga                            | 2013–14                               | 34       | 6        | 1            | 0            | —        | —        | 35        | 6         |
| Borussia Mönchengladbach              | Bundesliga                            | 2014–15                               | 32       | 11       | 4            | 1            | 10       | 4        | 46        | 16        |
| Borussia Mönchengladbach              | Bundesliga                            | 2015–16                               | 12       | 3        | 1            | 0            | 1        | 0        | 14        | 3         |
| Tổng cộng Borussia Mönchengladbach    | Tổng cộng Borussia Mönchengladbach    | Tổng cộng Borussia Mönchengladbach    | 174      | 36       | 15           | 1            | 19       | 4        | 208       | 41        |
| Tổng cộng Borussia Mönchengladbach II | Tổng cộng Borussia Mönchengladbach II | Tổng cộng Borussia Mönchengladbach II | 14       | 1        | —            | —            | —        | —        | 14        | 1         |
| Tổng cộng sự nghiệp                   | Tổng cộng sự nghiệp                   | Tổng cộng sự nghiệp                   | 188      | 37       | 15           | 1            | 19       | 4        | 222       | 42        |